# قائمة مسلسلات رمضان 2015
قائمة مسلسلات رمضان 1436هـ الموافق 2015م وهي قائمة بالمسلسلات التلفزيونية التي عرضت في شهر رمضان لعام 1436هـ، حيث يتم في شهر رمضان من كل عام عرض العديد من المسلسلات العربية على القنوات الفضائية فيما يسمى ماراثون المسلسلات الرمضانية.

## مصر
| التسلسل | اسم المسلسل                     | النوع                        | المخرج                                | بطولة                                                           |
| ------- | ------------------------------- | ---------------------------- | ------------------------------------- | --------------------------------------------------------------- |
| 1       | مولد وصاحبة غايب                | دراما                        | شيرين عادل                            | هيفاء وهبي ، فيفي عبده ، حسن الرداد ، باسم سمرة                 |
| 2       | ولاد السيدة                     | تشويق وإثارة                 | هاني إسماعيل                          | طارق لطفي ، محمد كريم ، عبد الرحمن أبو زهرة ،عفاف شعيب          |
| 3       | حالة عشق                        | رومانسي                      | إبراهيم فخر                           | مي عز الدين ، راندا البحيري ،بوسي ،حازم سمير                    |
| 4       | إستاذ ورئيس قسم                 | كوميدي                       | وائل إحسان                            | عادل إمام ، نجوى إبراهيم ، طارق عبد العزيز ، هيثم أحمد زكي      |
| 5       | ألف ليلة وليلة                  | رومانسي ، تاريخي             | رؤوف عبد العزيز                       | شريف منير، نيكول سابا ، أمير كرارة ، آسر ياسين                  |
| 6       | تحت السيطرة                     | دراما                        | تامر محسن                             | نيللي كريم ، ظافر العابدين ، هاني عادل ، محمد فراج              |
| 7       | لعبة إبليس                      | تشويق وإثارة ، غموض          | شريف إسماعيل                          | يوسف الشريف ، شيري عادل ، فريال يوسف ، محمد رياض                |
| 8       | ذهاب وعودة                      | تشويق وإثارة ، جريمة ، حركة  | أحمد شفيق                             | أحمد السقا ، أحمد راتب ،إنجي المقدم ، ليلى عز العرب             |
| 9       | مولانا العاشق                   | كوميدي ، رومانسي ، حركة      | عثمان أبو لبن                         | مصطفى شعبان ، ميساء مغربي ، علي ربيع ، خالد سرحان               |
| 10      | حارة اليهود                     | تاريخي ، دراما               | محمد جمال العدل                       | منة شلبي ، إياد نصار ، ريهام عبد الغفور ، أحمد حاتم             |
| 11      | حق ميت                          | تشويق وإثارة ، دراما         | فاضل الجارحي ، وحيد محب               | حسن الرداد ، إيمي سمير غانم ، دلال عبد العزيز ،صبا مبارك        |
| 12      | العهد (الكلام المباح)           | تشويق وإثارة ، خيال ، غموض   | خالد مرعي                             | صبا مبارك ، غادة عادل ، شيرين رضا ، آسر ياسين                   |
| 13      | وش تاني                         | تشويق وإثارة ، جريمة         | وائل عبد الله                         | كريم عبد العزيز ، منة فضالي ، حسين فهمي ، محمد لطفي             |
| 14      | حواري بوخاريست                  | دراما                        | محمد بكير                             | أمير كرارة ، دينا ، مي سليم ، عمر مصطفى متولي                   |
| 15      | الكابوس                         | دراما                        | إسلام خيري                            | غادة عبد الرازق ، كريم محمود عبد العزيز ، أحمد راتب ، كريم قاسم |
| 16      | طريقي                           | دراما                        | محمد شاكر خضير                        | شيرين عبد الوهاب ، أحمد فهمي ، باسل خياط ، سوسن بدر             |
| 17      | ولي العهد                       | رومانسي ، كوميدي             | محمد النقلي                           | حمادة هلال ، ريم البارودي ، هبة مجدي ، لوسي                     |
| 18      | يوميات زوجة مفروسة أوي          | كوميدي                       | أحمد نور                              | داليا البحيري ، خالد سرحان ، رجاء الجداوي ، مروة عبد المنعم     |
| 19      | لهفة                            | كوميدي                       | معتز التوني                           | دنيا سمير غانم ، سمير غانم ، محمد سلام ، سامي مغاوري            |
| 20      | يا أنا يا إنتي                  | كوميدي                       | ياسر زايد ، أحمد حمودة                | فيفي عبده ، سمية الخشاب ، وفاء سالم ، محمود الجندي              |
| 21      | الكبير أوي 5                    | كوميدي                       | أحمد الجندي                           | أحمد مكي ، دنيا سمير غانم ، لطفي لبيب ، محمد سلام               |
| 22      | بعد البداية                     | تشويق وإثارة ، حركة          | أحمد خالد موسى                        | طارق لطفي ، روجينا ، درة ، خالد سليم                            |
| 23      | الصعلوك                         | دراما                        | أحمد صالح ، حسن القناوي               | خالد الصاوي ، حسن حسني ، نجلاء بدر ، رحمة حسن                   |
| 24      | مريم                            | دراما                        | محمد علي                              | هيفاء وهبي ، خالد النبوي ،حسن حسني ، أحمد حاتم                  |
| 25      | بين السرايات                    | دراما                        | سامح عبد العزيز ، شادي يسري           | باسم سمرة ، سيمون ، روجينا ، صبرى فواز                          |
| 26      | ظرف أسود                        | تشويق وإثارة ، غموض          | أحمد مدحت                             | عمرو يوسف ، درة ، صلاح عبد الله ، محمود البزاوي                 |
| 27      | أستيفا                          | تشويق وإثارة ، جريمة         | حسام علي ، شريف البنداري ، محمد خليفة | عباس أبو الحسن ، منى زكي ، هند صبري ، باسم سمرة                 |
| 28      | أرض النعام                      | دراما                        | غادة سليم ، مصطفى مدبولي              | رانيا يوسف ، زينة ، محمد شاهين ، أحمد فؤاد سليم                 |
| 29      | أوراق التوت                     | خيال ، تاريخي                | هاني إسماعيل ، أوس الشرقي             | كمال أبو رية ، صابرين ، ماجد العبيد ، أحمد ماهر                 |
| 30      | زواج بألاكراه                   | دراما                        | إيمان الحداد ،مراد مصطفى              | زينة ، أحمد فهمي ، محسن محيي الدين ، شريف رمزي                  |
| 31      | البيوت أسرار                    | غموض ، جريمة                 | كريم العدل ، يوسف كمال رزق            | هنا شيحة ، شيري عادل ، أيتن عامر ، نسرين أمين                   |
| 32      | دنيا جديدة                      | دراما                        | عصام شعبان                            | حسن يوسف ، أحمد بدير ، روجينا ، محمد نجاتي                      |
| 33      | قصص الآيات في القرآن            | رسوم متحركة ، عائلي          | مصطفى الفرماوي                        | يحيى الفخراني ، ماجد الكدواني ، ريهام عبد الغفور ، أمير كرارة   |
| 34      | لما تامر ساب شوقية              | كوميدي                       | عمر رشدي حامد                         | مي كساب ، إدوارد ، لطفي لبيب ، نضال الشافعي                     |
| 35      | بكار: بلاد الدهب (الجزء العاشر) | رسوم متحركة ، عائلي          | شريف جمال                             | هالة فاخر ، صلاح عبد الله                                       |
| 36      | الراوي                          | رسوم متحركة ، تاريخي         | سامح مصطفى                            | خالد صالح ، عبد الرحمن أبو زهرة ، علاء مرسي ، حسن عبد الفتاح    |
| 37      | أريد رجلا 2                     | رومانسي                      | محمد مصطفى ، بتول عرفة                | إياد نصار ، أحمد عبد العزيز (توضيح) ، نبيل عيسى ،ظافر العابدين  |
| 38      | سوبر هنيدي 4                    | رسوم متحركة ، كوميدي ، عائلي | شريف جمال                             | محمد هنيدي ، طلعت زكريا ، إيمي سمير غانم ، حسن حسني             |
| 39      | خليل الله                       | رسوم متحركة ، عائلي ، تاريخي | أحمد حسن                              | طارق علام ، أحمد ماهر ، أشرف عبد الغفور ، حنان مطاوع            |

## سوريا
| التسلسل | اسم المسلسل        | النوع               | المخرج                       | بطولة                                                     |
| ------- | ------------------ | ------------------- | ---------------------------- | --------------------------------------------------------- |
| 1       | تشيللو             | رومانسي             | سامر البرقاوي                | تيم حسن، نادين نجيم، يوسف الخال، كارمن لبس                |
| 2       | العراب             | تشويق وإثارة، جريمة | المثنى صبح                   | نسرين طافش، سلوم حداد، عاصي الحلاني، رفيق على أحمد        |
| 3       | باب الحارة 7       | دراما               | عزام فوق العادة              | عباس النوري ، أيمن زيدان ، صباح الجزائري ، جهاد سعد       |
| 4       | العراب: نادي الشرق | جريمة               | حاتم علي                     | جمال سليمان، أمل بوشوشة، باسم ياخور، ماهر صليبى           |
| 5       | بنت الشهبندر       | رومانسي، تاريخي     | سيف الدين سبيعي              | قصي خولي، سلافة معمار، منى واصف، رفيق السبيعي             |
| 6       | دنيا 2015          | كوميدي              | زهير القنوع                  | أمل عرفة، شكران مرتجى، أيمن رضا، نزار أبو حجر             |
| 7       | عناية مشددة        | دراما               | أحمد إبراهيم أحمد، نضال عبيد | عباس النوري، أيمن رضا، فادي صبيح، رامز الأسود             |
| 8       | وجوه وراء الوجوه   | دراما               | مروان بركات                  | بسام كوسا، أيمن زيدان، هبة نور، سلمى المصري               |
| 9       | في ظروف غامضة      | جريمة، غموض         | المثنى صبح                   | نسرين طافش، سلوم حداد، ميلاد يوسف، وفاء الموصللي          |
| 10      | غداً نلتقي          | دراما               | رامي حنا                     | فاتن شاهين، كاريس بشار، عبد المنعم عمايري، مكسيم خليل     |
| 11      | بإنتظار الياسمين   | دراما               | سمير حسين                    | شكران مرتجى، غسان مسعود، سلاف فواخرجي، علي كريم           |
| 12      | شهر زمان           | دراما               | زهير قنوع، فادي وفائي        | عباس النوري، سمر سامي، ديمة قندلفت، وائل رمضان            |
| 13      | حرائر              | تاريخي              | باسل الخطيب                  | عباس النوري، سمر سامي، ديمة قندلفت، وائل رمضان            |
| 14      | طوق البنات 2       | تاريخي              | أياد نحاس                    | رشيد عساف، إمارات رزق، جوان الخضر، يامن حجلي              |
| 15      | دامسكو             | دراما               | سامي جنادي، بسام ناصر        | أيمن زيدان، رندة مرعشلي، سامية الجزائري، زياد سعد         |
| 16      | الغربال 2          | تاريخي              | مروان بركات                  | بسام كوسا، عباس النوري، أمل عرفة، نادين خوري              |
| 17      | بقعة ضوء 11        | كوميدي              | سيف الشيخ نجيب               | علي كريم، أنطوانيت نجيب، لينا حوارنة، مهند قطيش           |
| 18      | صدر الباز          | دراما               | تامر إسحاق                   | سلوم حداد، أسعد فضة، أيمن رضا، روزينا لاذقاني             |
| 19      | امرأة من رماد      | دراما               | نجدة إسماعيل أنزور           | سوزان نجم الدين، صباح الجزائري، زهير عبد الكريم، زياد سعد |
| 20      | أبو دزينة          | كوميدي              | فادي غازي                    | نزار أبو حجر، أندريه سكاف، جرجس جبارة، دانة جبر           |
| 21      | فتنة زمانها        | كوميدي              | عماد سيف الدين               | سامية الجزائري، حسام تحسين بيك، أحمد الأحمد، ديما الجندي  |
| 22      | فارس والخمس عوانس  | كوميدي              | فادي سليم                    | جيني أسبر، لينا دياب، مديحة كنيفاتي، غادة بشور            |
| 23      | مآسي على قياسي     | دراما               | فادي غازي                    | حسام تحسين بيك، أندريه سكاف، محمد خير الجراح، علي كريم    |

## الكويت
| التسلسل | اسم المسلسل      | النوع   | المخرج                       | بطولة                                                                 |
| ------- | ---------------- | ------- | ---------------------------- | --------------------------------------------------------------------- |
| 1       | أمنا رويحة الجنة | دراما   | محمد القفاص                  | سعاد عبد الله، يعقوب عبد الله، هبة الدري، هند البلوشي                 |
| 2       | ذاكرة من ورق     | دراما   | علي العلي، خالد جمال         | شجون، صمود، علي كاكولي، هنادي الكندري                                 |
| 3       | في عينيها أغنية  | رومانسي | هيا عبد السلام، يوسف الحشاش  | جاسم النبهان، أسمهان توفيق، فخرية خميس، شيماء علي                     |
| 4       | حال مناير        | دراما   | منير الزعبي، هناء شحاثة      | حياة الفهد، جاسم النبهان، طيف، هدى الخطيب                             |
| 5       | قابل للكسر       | رومانسي | منير الزعبي، هناء شحاتة      | ميساء مغربي، باسمة حمادة، أحمد السلمان، محمود بوشهري                  |
| 6       | لك يوم           | دراما   | أحمد الشطي، يعقوب حميد       | هدى حسين، أحلام حسن، هيا الشعيبي، عبد المحسن القفاص                   |
| 7       | النور            | رومانسي | جمعان الرويعي، نور الضوي     | عبد العزيز جاسم، باسم عبدالأمير، حمد العماني، هيا عبد السلام          |
| 8       | بنات الروضة      | كوميدي  | حسين أبل                     | سعاد علي ، إلهام الفضالة ، هيا الشعيبي ، منى شداد                     |
| 9       | حارس ووارش       | كوميدي  | حسن البلام                   | عبدالناصر درويش ، حسن البلام ، عبد الله بوعابد ، أحمد العونان         |
| 10      | في أمل           | دراما   | محمد دحام الشمري ، عيسى ذياب | لطيفة المجرن ، زهرة الخرجي ، جاسم النبهان ، فخرية خميس                |
| 11      | حرب القلوب       | رومانسي | نهلة الفهد                   | خالد أمين ، إلهام الفضالة ، يعقوب عبد الله ، بثينة الرئيسي            |
| 12      | بنت وشايب        | دراما   | خالد الرفاعي                 | محمد المنصور ، يوسف البلوشي ، فاطمة الحوسني ، عبد الله التركماني      |
| 13      | اللي ماله أول    | كوميدي  | البيلي أحمد                  | إنتصار الشراح ، عبد الإمام عبد الله ، سعد الفرج ، هيا الشعيبي         |
| 14      | تورا بورا        | حرب     | وليد العوضي                  | سعد الفرج ، أحمد الصالح ، جاسم النبهان ، خالد أمين                    |
| 15      | يوميات بو رعد 2  | كوميدي  | مشعل المانع ، يوسف المانع    | مبارك المانع ، نورة العميري ، أسامة المزيعل ، فهد البناي              |
| 16      | اللبوان          | دراما   | أحمد دعيبس                   | إبراهيم الصلال ، عبد العزيز المسلم ، عبد الإمام عبد الله ، أحمد مساعد |

## العراق
| التسلسل | اسم المسلسل  | النوع  | المخرج                    | بطولة                                                                     |
| ------- | ------------ | ------ | ------------------------- | ------------------------------------------------------------------------- |
| 1       | زرق ورق 2    | كوميدي | أسامة الشرقي              | أياد راضي ، آلاء حسين ، احسان دعدوش ، بسمة ، علي جابر ، سولاف ، سعد خليفة |
| 2       | دنيا الورد   | دراما  | جلا كامل ، عبد الوهاب علي | جلال كامل ، سناء عبد الرحمن ، سمر محمد ، عزيز كريم                        |
| 3       | رازقية       | دراما  | علي أبو سيف               | أسيا كمال ، علي نجم الدين ، رضا طارش ، باسل شبيب                          |
| 4       | ونان وكنان   | دراما  | عمران التميمي             | ماجد ياسين ، علي داخل ، ماجد أبو زهرة ، أنعام الربيعي ، خضير أبو العباس   |
| 5       | حرائق الرماد | دراما  | رضا المحمداوي             | كريم محسن ، ستار الصبري ، رؤى خالد ، سولاف ، ميلاد سري                    |
| 6       | وادي السلام  | دراما  | مهدي طالب                 | مفداد عبد الرضا ، ميمون الخالدي ، خليل فاضل خليل ، خليل إبراهيم           |
| 7       | هلوس ومنحوس  | دراما  | مهند ناصر                 | كريم الشيخ ، أحمد الخفاجي ، محمد ناجي ، سلام داغر                         |
| 8       | يو أن UN     | كوميدي | بارع جبار                 | ماجد ياسين ، زهور علاء ، علي فرحان ، عمار زهير                            |
| 9       | شعيط ومعيط   | كوميدي | فهد يوسف                  | علي فرحان ، قاسم السيد ، رزاق أحمد ، تمارا جمال                           |

## السعودية
| التسلسل | اسم المسلسل   | النوع         | المخرج                               | بطولة                                                        |
| ------- | ------------- | ------------- | ------------------------------------ | ------------------------------------------------------------ |
| 1       | أوراق التوت   | خيال ، تاريخي | هاني إسماعيل ، اوس الشرقي            | كمال أبو رية ، صابرين ، ماجد العبيد ، أحمد ماهر              |
| 2       | سيلفي         | كوميدي        | أوس الشرقي ، طارق رزق                | ناصر القصبي ، حبيب الحبيب ، يوسف الجراح ، عبد الإله السناني  |
| 3       | الذاهبة       | رومانسي       | محمد البكر                           | تركي اليوسف ، طلال السدر ، نايف خلف ، نادين جمالي            |
| 4       | منا وفينا     | كوميدي        | أسد فولادكار                         | حسن عسيري ، منى شداد ، خالد البريكي ، محمد جابر              |
| 5       | حصاد الزمن    | دراما         | ضيف الحارثي                          | حسين المنصور ، زهرة عرفات ، ماجد مطرب فواز ، خالد البريكي    |
| 6       | سوبر محصل     | كوميدي        | ثامر الصيخان                         | عبد العزيز المبدل ، طارق الحربي ، ميس كمر ، أسعد الزهراني    |
| 7       | طريق المعلمات | دراما         | ساند بشير الهواري ، محمد موسى العلمي | هيفاء حسين ، زهرة عرفات ، أميرة محمد ، مروة محمد             |
| 8       | سبعة          | دراما         | عامر الحمود                          | راشد الشمراني ، محمد الطويان ، ميلاد يوسف ، تيسير إدريس      |
| 9       | مبتعثات       | دراما         | هيفاء المنصور ، فهد مندي             | لطيفة المجرن ، عادل شمس ، مريم الغامدي ، عبد العزيز السكيرين |

## لبنان
| التسلسل | اسم المسلسل    | النوع            | المخرج                   | بطولة                                                      |
| ------- | -------------- | ---------------- | ------------------------ | ---------------------------------------------------------- |
| 1       | تشيللو         | رومانسي          | سامر البرقاوي            | تيم حسن ، نادين نجيم ، يوسف الخال ، كارمن لبس              |
| 2       | 24 قيراط       | رومانسي          | الليث حجو                | عابد فهد ، سيرين عبد النور ، ماغي بوغصن ، ديمة قندلفت      |
| 3       | بنت الشهبدر    | رومانسي ، تاريخي | سيف الدين سبيعي          | قصي خولي ، سلافة معمار ، منى واصف ، رفيق السبيعي           |
| 4       | قصة حب         | رومانسي          | فيليب أسمر               | باسل خياط ، ماجد المصري ، نادين الراسي ، ميس حمدان         |
| 5       | عين الجوزة     | دراما            | ناجي طعمي ، ماجد قبراوي  | عبدالمجيد مجذوب ، أسعد فضة ، عمار شلق ، طوني عيسى          |
| 6       | قلبي دق        | رومانسي          | غادة دغفل ، نبيل لبي     | يورغو شلهوب ، كارين رزق الله ، ميشال حوراني ، ستيفاني سالم |
| 7       | أحمد وكريستينا | رومانسي          | سمير حبشي                | سابين ، جورج شلهوب ، يوسف حداد ، وسام غسان صليبا           |
| 8       | صرخة روح 3     | رومانسي          | مروان بركات ، تامر إسحاق | عبد المنعم عمايري ، بسام كوسا ، رنا شميس ، عباس النوري     |

## الإمارات العربية المتحدة
| التسلسل | اسم المسلسل        | النوع   | المخرج               | بطولة                                                         |
| ------- | ------------------ | ------- | -------------------- | ------------------------------------------------------------- |
| 1       | عام الجمر          | دراما   | عمر إبراهيم          | فاطمة حسن ، يحيى زكريا ، زهرة الخرجي ، باسمة حمادة            |
| 2       | شبيه الريح         | حركة    | بطال سليمان          | عبد الله زيد ، جمعة علي ، نصر حماد ، رزيقة الطارش             |
| 3       | حارش ووارش         | كوميدي  | حسن البلام           | عبدالناصر درويش ، حسن البلام ، عبد الله بوعابد ، أحمد العونان |
| 4       | دبي لندن دبي       | دراما   | جمعان الرويعي        | عبد العزيز جاسم ، زهرة الخرجي ، رؤى الصبان ، سيف الغانم       |
| 5       | لو اني أعرف خاتمتي | دراما   | أحمد يعقوب المقلة    | عبد الله صالح ، هيفاء حسين ، هدى الخطيب ، شهد الياسين         |
| 6       | القياضة 2          | رومانسي | سلوم حداد            | لطيفة المجرن ، فاطمة الحوسني ، بدرية أحمد ، عبير أحمد         |
| 7       | عناقيد النور       |         | عبد الباري أبو الخير | صفاء سلطان ، إبراهيم الزدجالي ، بدرية أحمد ، يلدا             |
| 8       | راوي الخراريف      | عائلي   | عبد الله حسن أحمد    | حسن بلهون                                                     |

## البحرين
| التسلسل | اسم المسلسل  | النوع  | المخرج            | بطولة                                                   |
| ------- | ------------ | ------ | ----------------- | ------------------------------------------------------- |
| 1       | سوالف طفاش 3 | كوميدي | يوسف الكوهجي      | علي الغرير ، خليل الرميثي ، عبد الله وليد ، أحمدعيسى    |
| 2       | البطران      | كوميدي | عبد اللطيف الصحاف | هيفاء حسين ، علي الغرير ، أمل العنبري ، رجاء الجداوي    |
| 3       | كومار        | كوميدي | شاكر بن يحمد      | مشاري البلام ، إبراهيم الحربي ، ليلى السلمان ، عادل شمس |

## الأردن
| التسلسل | اسم المسلسل   | النوع            | المخرج          | بطولة                                                    |
| ------- | ------------- | ---------------- | --------------- | -------------------------------------------------------- |
| 1       | حنايا الغيث   | رومانسي ، حركي   | حسام حجاوي      | منذر رياحنة ، لونا بشارة ، حسن الشاعر ، جميل عواد        |
| 2       | وعد الغريب    | رومانسي ، تاريخي | حسين دعيبس      | ياسر المصري ، زهير النوباني ، حسن الشاعر ، جواد الشكرجي  |
| 3       | فنجان البلد 3 | كوميديا سوداء    | عبد الرحمن ظاهر | عبد الرحمن ظاهر ، علا ياسين ، محمود رزق ، عبدالله انخيلي |

## قطر
| التسلسل | اسم المسلسل   | النوع  | المخرج                    | بطولة                                                 |
| ------- | ------------- | ------ | ------------------------- | ----------------------------------------------------- |
| 1       | جزيرة الأحلام | كوميدي | تامر إسحاق ، ناصر الدوسري | حسن حسني ، فادي صبيح ، عبد الله غيفان ، سميرة الوهيبي |

## عُمان
| التسلسل | اسم المسلسل  | النوع | المخرج    | بطولة                                                      |
| ------- | ------------ | ----- | --------- | ---------------------------------------------------------- |
| 1       | إنكسار الصمت | دراما | أحمد فوزي | إنتصار الشراح ، فخرية خميس ، عبد الله الباروني ، شمعة محمد |